# Ana María Zubiaga Elordieta
Ana María Zubiaga Elordieta (Forua, Vizcaya, 1959) es una catedrática de genética e investigadora principal en la  Universidad del País Vasco, (UPV) donde imparte cursos de pregrado y posgrado. Su campo de investigación es la Biología Molecular del cáncer. También es investigadora principal en el Instituto UIRMI (Instituto Universitario de Medicina Regenerativa e Implantología Oral).
Su equipo colabora con grupos de investigación (Centro Nacional de Investigaciones Oncológicas, CNIO, Universidad de Barcelona ) e internacionales (NKI, Harvard, Karolinska, Universidad de California-San Diego).

## Biografía
Ana Zubiaga es  se licenció en  su doctorado en 1986 del Royal Free Hospital en Inglaterra y las Universidades de Madrid y Heidelberg en Alemania.
Desarrolló su carrera de investigación postdoctoral en las universidades de Tufts y Harvard (1986-1994), donde se especializó en la investigación de la regulación génica relacionada con el desarrollo del cáncer y la respuesta inmunológica. Es profesora en la Universidad del País Vasco desde 1995. Ha sido investigadora visitante en Harvard y en la Universidad de California, San Diego (EE. UU.).

## Trayectoria profesional
El campo de investigación de Ana Zubiaga se sitúa en la confluencia de la Biología y la Genética del Cáncer. Analiza especialmente la regulación genética del ciclo celular y su implicación en el cáncer y la degeneración tisular. Sus diseños experimentales incluyen aproximaciones genómicas, proteómicas y métodos celulares y moleculares clásicos, mediante modelos celulares o genéticos animales. Las aportaciones del grupo se han publicado en revistas de alto nivel. En él se han descrito las funciones fisiológicas y patológicas de los factores de transcripción E2F, determinando los mecanismos de actuación de estos factores.
Ha sido investigadora principal del proyecto Biología del cáncer Consolider-Ingenio (2007-2012). Desde 2001 lidera un grupo de investigadores, financiados por el Gobierno Vasco, denominado Biología Molecular del Cáncer, formado por profesores universitarios, investigadores predoctorales y postdoctorales e investigadores de Ikerbasque. Además, el grupo ha creado una red de colaboradores activa y amplia tanto a nivel nacional como internacional. Además, Ana Zubiaga es cluster in Molecular Biomedicine, directora de la unidad de formación e investigación de la UPV/EHU (2011-2017). Desde 2008 también organiza las conferencias científicas BioForo en la Universidad del País Vasco.
Otras responsabilidades de Ana Zubiaga en la Universidad del País Vasco han sido, por ejemplo, el Comité de Ética del Bienestar Animal (2009 - 2014), el Comité de Investigación ( 2006 - 2009) y el Comité de Postgrado (2013 - 2014); Coordinadora del Programa de Doctorado en Genética Molecular (2005 - 2010) y coordinadora del Máster en Biología Molecular y Biomedicina (2008 - 2014); Desde 2003 es Directora de la Unidad de Investigación y Capacitación en Biomedicina Molecular y Consultor del Servicio de Genómica General.
Como experta, ha participado, entre otros en el equipo de coordinación y evaluación de la Agencia Española de Evaluación y Previsión (ANEP), en el Área de Biología Celular y Molecular y Genética ( 2005 - 2008 ) y en el Área de Biomedicina (2015 - 2018).
Como asesora científica, desde 2011 es miembro del Consejo Científico Externo del Instituto de Investigación Sanitaria de Cantabria (IDIVAL); desde 2016 es miembro del Consejo Científico Externo del Instituto de Biomedicina y Biotecnología de Cantabria (IBBTEC). Asimismo, entre 2007 y 2010 ha sido elegido miembro del Comité de Dirección de la Asociación Española para la Investigación del Cáncer (ASEICA).

## Obras seleccionadas
- Mitxelena* J, Apraiz* A, Vallejo-Rodríguez* J, García-Santisteban I, Fullaondo A, Álvarez-Fernández, M, , Malumbres, M, & Zubiaga AM. An E2F7-dependent transcriptional program modulates DNA damage repair and genomic stability. Nucleic Acids Res. 46:4546-4559 (2018)  * Equal contribution
- Mitxelena J, Apraiz A, Vallejo-Rodríguez J, Malumbres M, Zubiaga AM. E2F7 regulates transcription and maturation of multiple microRNAs to restrain cell proliferation. Nucleic Acids Res. 44:5557–5570 (2016)
- Iglesias-Ara A, Zenarruzabeitia O, Buelta L, Merino J & Zubiaga AM. E2F1 and E2F2 prevent replicative stress and subsequent p53-dependent organ involution. Cell Death Differ. 22(10):1577-1589 (2015)
- Laresgoiti U, Olea M, Mitxelena J, Osinalde N, Rodríguez JA, Fullaondo A & Zubiaga AM. E2F2 and CREB cooperatively regulate transcriptional activity of cell cycle genes. Nucleic Acids Res. 41:10185-10198 (2013)
- Ochoa E, Iriondo M, Bielsa A, Ruiz-Irastorza G, Estonba A & Zubiaga AM. Genome-wide copy number and fine-mapping analyses on Thrombotic Antiphospholipid Syndrome reveal strong haplotypic association with SH2B3-ATXN2 locus. PloS One. 8(7):e67897 (2103)
- Osinalde N, Olea M, Mitxelena J, Aloria K, Rodriguez JA, Fullaondo A, Arizmendi JM and Zubiaga AM. The nuclear protein ALY binds to and modulates the activity of transcription factor E2F2. Mol Cell Proteom. 12:1087-1098 (2013)
- Osinalde N, Hollegaard HM, Arrizabalaga O, Omaetxebarria MJ, Blagoev B, Zubiaga AM, Fullaondo A, Arizmendi JM, Kratchmarova I. Interleukin-2 signaling pathway analysis by quantitative phosphoproteomics. J Proteomics. 75: 177-191 (2011)
- Bueno, MJ; Gómez de Cedrón, M; Laresgoiti, U; Fernández-Piqueras, J;  Zubiaga, AM & Malumbres M. Multiple E2F-induced microRNAs prevent replicative stress in response to mitogenic signaling. Mol Cell Biol. 30: 2983-2995 (2010)
- Iglesias-Ara*, A; Zenarruzabeitia*, O; Fernández-Rueda, J; Sánchez-Tilló, E; Field, SJ, Celada, A & Zubiaga, AM. Accelerated DNA replication in E2F1- and E2F2-deficient macrophages leads to induction of the DNA damage response and p21CIP-dependent senescence. Oncogene. 29: 5579-5590 (2010)  * Equal contribution
- Infante, A; Laresgoiti, U; Fernández-Rueda, J; Fullaondo, A; Galán, J; Díaz-Uriarte, R; Malumbres, M; Field, SJ & Zubiaga, AM. E2F2 represses cell cycle regulators to maintain quiescence. Cell Cycle. 7: 3915-3927 (2008)
- Bernales, I; Fullaondo, A; Marín-Vidalled, MJ; Ucar, E; Martínez-Taboada, V; López-Hoyos, M & Zubiaga, AM. Innate immune response gene expression profiles characterize primary antiphospholipid síndrome. Genes & Immun. 9: 38-46 (2008)
- Iglesias, A; Murga, M; Laresgoiti, U; Skoudy, A; Bernales, I; Fullaondo, A; Moreno, B; Lloreta, J; Field, SJ; Real, FX; & Zubiaga, AM. Diabetes and exocrine pancreatic insufficiency in E2F1/E2F2 double-mutant mice. J Clin Invest. 113: 1398-1407 (2004)
- Murga, M; Fernández-Capetillo, O; Field, SJ; Moreno, B; R-Borlado, L; Fujiwara, Y; Balomenos, D; Vicario, A; Carrera, AC; Orkin, SH; Greenberg, ME & Zubiaga, AM. Mutation of E2F2 in mice causes enhanced T lymphocyte proliferation, leading to the development of autoimmunity. Immunity. 15: 959-970 (2001)
- García, I; Murga, M; Vicario, A; Field, SJ & Zubiaga, AM. A role for E2F1 in the induction of apoptosis during thymic negative selection. Cell Growth & Differ. 11: 91-98 (2000)
- Field, SJ; Tsai, F; Kuo, F; Zubiaga, AM; Kaelin, WG; Livingston, DM; Orkin, SH & Greenberg, ME. E2F1 functions in mice to promote apoptosis and suppress proliferation. Cell. 85: 549-561 (1996).

## Divulgadora

### Conferencias seleccionadas
- “Stitching together our genetic patchworks”. Introducción del curso 2018-19 en la UPV. Leioa,  2018.
- “Genes y Cáncer. Terapia Génica. Presente y Futuro”. Curso de Verano de la UPV: “Vencer al Cáncer”. Donostia, 2018.
- “Genomaren sekretuak argitu nahirik”(Intentando descubrir los secretos del genoma). Conferencias Las Claves de la Ciencia. Ondarroa, 2017.
- “Understanding the role of Retinoblastoma/E2F pathway in cell cycle regulation and beyond”. Ciclo de conferencias BioSciences & Medicine. UPV/EHU, 2017.
- “Oncogenic and anti-oncogenic roles of E2F transcription factors”. En el centro de investigación cooperativa bioGUNE. 2016.
- “¿Las extinciones son para siempre?”. Charla “Día de Darwin”. Organizado por la Cátedra de Ciencia y Cultura. Bilbao, 2014.
- “Ingenios genéticos para un Nuevo Parque Jurásico”. Conferencia en el XLI Congreso San Alberto Magno. UPV, Facultad de Ciencia y Tecnología, 2013.
- “Egingo al dugu Jurassic Park berri bat Gorbean?” Vitoria, 2012

## Premios y reconocimientos
- 2020: premio al mérito CAF-Elhuyar de 2020.[7]
- 2018: Miembro de Jakiunde, Academia Vasca de Ciencias, Artes y Letras.[8]
- 2018: Cadena Ser-Radio Bilbao, premio a la Excelencia en Investigación.[9][10]
- 1991-1993: Beca postdoctoral, National Institutes of Health (AEB)
- 1982: Premio Resurrección María Azkue.